# Homozygote
Ne doit pas être confondu avec Monozygote.
 (novembre 2021).
Si vous disposez d'ouvrages ou d'articles de référence ou si vous connaissez des sites web de qualité traitant du thème abordé ici, merci de compléter l'article en donnant les références utiles à sa vérifiabilité et en les liant à la section « Notes et références ».

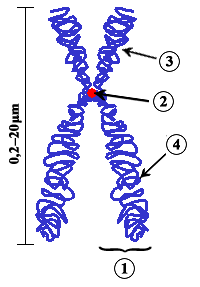
Schéma d'un chromosome à deux allèles identiques. Sont distingués ici (1) un chromatide, (2) le centromère, (3) un brin court et (4) un brin long.

Homozygote se dit d'un gène qui, chez un individu (animal ou végétal), sera représenté par deux allèles identiques sur un même locus.
En génétique, on parle de souche pure pour une population se reproduisant identique à elle-même, généralement une population où chaque individu possède le même génotype et où chaque gène est homozygote. La souche pure, obtenue au laboratoire, est constituée d'individus homozygotes.
L'homozygotie s'oppose à l'hétérozygotie.

## Définition
Chez un individu appartenant à une espèce sexuée et diploïde, chaque gène existe en deux exemplaires, l'un hérité du père, et l'autre de la mère.
Au sein d'une population, chaque gène peut exister en un ou plusieurs variants, appelés allèles. Un gène codant la couleur des yeux peut ainsi exister en plusieurs variants codants plusieurs coloris, ou un gène codant une protéine peut exister en plusieurs variants, codant des formes légèrement différentes de la protéine.
L'homozygotie consiste pour un individu à être porteur pour un même gène de deux variants (allèles) similaires, ce qui est le cas pour tous les individus disposant de caractères phénotypiques issus de gènes récessifs. Par exemple, lorsqu'on a les yeux bleus, on est obligatoirement homozygote pour le gène codant la couleur des yeux puisque l'allèle bleu est récessif.
L'homozygotie s'oppose à l'hétérozygotie, qui consiste à avoir pour un même gène deux variants différents. Un individu est statistiquement toujours homozygote pour certains gènes, et hétérozygote pour d'autres.
Une homozygotie totale sur tous les gènes semble difficile à réaliser dans la nature (il peut en aller différemment en laboratoire), aussi l'homozygotie est-elle souvent relative à un gène donné, non à la totalité. Par extension, on peut cependant parler de l'homozygotie d'une population (variété-population) ou d'un individu, si beaucoup de leurs gènes n'existent qu'en un seul variant.

### Un cas particulier d'homozygotie, l'autozygotie
L'autozygotie est une homozygotie ayant pour origine une consanguinité. En effet, il existe une probabilité (calculable, appelée coefficient de consanguinité), pour un individu issu d'une union consanguine d'hériter de deux allèles identiques, transmis par le père et la mère qui ont eux-mêmes hérités de cet allèle de leur ancêtre commun.

## Origine de l'homozygotie
Une façon d'atteindre une forte homozygotie consiste à croiser entre eux des animaux apparentés, jusqu'à ce que la dérive génétique élimine toute diversité des allèles, au profit d'un variant unique par gène.
L'homozygotie est le produit d'une perte de diversité génétique, et en général d'une forte consanguinité. Elle peut être obtenue par sélection artificielle, ou de façon naturelle par la fondation d'une population par un groupe d'individus très restreint, porteurs dès l'origine d'une faible diversité de leurs allèles.

## Problèmes causés par l'homozygotie
Deux types de problèmes peuvent être produits par une forte homozygotie. Le risque majeur étant l'expression d'un gène létal : forme mutante d’un gène, fatale à l’état homozygote.

### Au niveau individuel
Les gènes connaissent sur de nombreuses générations un flux de mutations créant de nouveaux variants, ou allèles.
Les mutations peuvent être récessives (elles ne s'expriment alors qu'en cas d'homozygotie, c'est-à-dire d'existence de la mutation en deux exemplaires au sein du génome de l'individu) ou dominantes (elles s'expriment alors même en cas d'hétérozygotie).
Les mutations à la fois dominantes (transmission autosomique dominante) et dangereuses entraînent rapidement l'échec reproductif (en général par la mort) de leur porteur, et ne sont donc pas ou peu transmises à une descendance (sauf celles s'exprimant à un âge postérieur à la reproduction).
Les mutations récessives (transmission autosomique récessive) et dangereuses apparaissant normalement en un seul exemplaire à l'origine peuvent par contre se transmettre à une descendance de façon dormante, puisqu'elles ne s'expriment pas.
La majorité des mutations dangereuses (maladies génétiques) sont donc récessives : les mutations dangereuses dominantes ont été généralement éliminées par la sélection naturelle. Il faut donc que l'individu soit porteur homozygote (en deux exemplaires identiques) de la mutation pour qu'elle s'exprime.
Une forte homozygotie, souvent produite par la consanguinité, augmente donc le risque de maladies génétiques, non pas en augmentant le nombre des mutations dangereuses, mais en augmentant le risque que les mutations récessives préexistantes se révèlent. Il s'agit d'un risque statistique, et certaines populations animales très consanguines sont connues pour n'exprimer aucune maladie génétique (Hamsters dorés domestiques, par exemple, qui descendent d'une seule femelle des années 1930). Soit les mutations délétères n'existaient pas au sein de la population fondatrice, soit elles ont été éliminées par la dérive génétique et la purge génétique (la mort de tous les porteurs de mutations récessives dangereuses après une forte expression de celles-ci).

### Au sein d'une population
Quand une population est homozygote pour beaucoup de ses gènes (donc généralement fortement consanguine), elle est considérée comme désavantagée pour une série de raisons.
Bon nombre d'individus expriment des maladies génétiques et ont peu ou pas de descendance. Ce qui réduit à chaque génération le nombre des reproducteurs.
Même indépendamment des maladies génétiques récessives potentielles, il est généralement considéré que la perte de diversité génétique, et donc la forte homogénéité génétique d'une population réduit les possibilités de celle-ci à s'adapter à des variations d'environnement.
Par exemple, les chances pour certains de résister à une nouvelle maladie sont meilleures au sein d'une population ayant une forte diversité génétique. À l'inverse, des individus dont les organismes fonctionnent de façon très homogène risquent d'avoir tous la même réaction à cette maladie. Si celle-ci est dangereuse, le taux de survie risque d'être nul ou faible.

## Avantages attendus de l'homozygotie
Dans le cadre de sa domestication d'espèces animales ou végétales, l'Homme a délibérément cherché à renforcer l'homozygotie de nombreux gènes au sein de nombreuses lignées, de façon que tous les descendants de cette lignée expriment sans exception le caractère désiré.
Il s'agit à l'origine de sélection artificielle à vocation agricole. La domestication du blé est ainsi passée par la fixation homozygote au sein des populations cultivées des allèles empêchant le grain de tomber de la tige après sa maturité. Dans la nature, de tels gènes empêchent le grain de re-semer naturellement, et donc empêchent la reproduction de l'espèce. Dans un champ cultivé, ce caractère est par contre obligatoire pour permettre une récolte, les grains tombés étant rapidement attaqués par les insectes ou animaux granivores, gâtés par l'humidité du sol, ou germant.
De nombreux autres caractères rares ou inexistants dans la nature ont également été fixés au sein de « lignées pures » homozygotes : poils des moutons domestiques, réduction de la taille des bovins domestiques (par rapport à Bos primigenius, l'aurochs originel), etc.
Sans rapport direct avec l'agriculture utilitaire, des recherches de fortes homozygoties sont aussi mises en œuvre par les sélectionneurs de plantes ou d'animaux récréatifs : fleurs pour jardin, animaux de compagnie… Toutes ces plantes et animaux sont généralement fortement homozygotes, souvent sélectionnés à partir d'une petit nombre d'individus fondateurs, porteurs exceptionnels de caractères (coloris ou formes) intéressant le sélectionneur. Afin d'obtenir une lignée dont tous les membres expriment ces caractères, des reproductions consanguines sont généralement entreprises pour « fixer » ces caractères, c'est-à-dire pour les rendre homozygotes. Tous les descendants ne pourront donc plus exprimer pour ce gène que cet unique variant, tous les autres ayant été éliminés par sélection de la lignée.
En recherche médicale, on utilise des lignées pures de souris obtenues par un grand nombre de reproductions consanguines, dont on estime qu’elles sont quasi homozygotes sur la totalité de leur génome. Dès lors, les individus issus de ces lignées deviennent des quasi clones les uns des autres (clones au sens de similitude génétique), malgré une reproduction sexuée. Chaque reproducteur partageant un seul allèle par gène avec les autres reproducteurs transmettra en effet à sa descendance uniquement cet allèle, et ce pour la quasi-totalité de ses gènes. L'intérêt de cette homozygotie massive est de pouvoir tester des traitements ou produits sur des animaux dont la réaction sera quasi similaire, ce qui facilite les analyses statistiques de résultats.

## Utilisation du terme
Le terme porteur homozygote s'utilise autant en physiologie qu'en pathologie.
Exemple en physiologie
- Le phénotype groupe Rhésus des groupes sanguins est soit positif soit négatif. L'allèle négatif étant récessif, le phénotype rhésus négatif correspond à deux allèles négatifs. Un couple dont les deux membres sont rhésus négatifs ne porte que des allèles négatifs et donc ne peuvent enfanter que des enfants rhésus négatifs.

Exemple en pathologie
- En cas de maladie à transmission autosomique dominante, la personne malade est soit homozygote (ce qui est très rare) soit hétérozygote. En effet, l'existence d'un seul allèle pathologique suffit à provoquer la maladie.
- En cas de maladie à transmission autosomique récessive, la personne malade est toujours homozygote, puisqu'il faut obligatoirement deux allèles identiques pour que la maladie s'exprime.